# Flugplatzrennen 1961
Flugplatzrennen 1961 je bila devetnajsta neprvenstvena dirka Formule 1 v sezoni 1961. Odvijala se je 17. septembra 1961 na letališču Zeltweg. 

## Rezultati

### Kvalifikacije
| Poz | Št | Dirkač                  | Konstruktor       | Čas    | Zaostanek |
| --- | -- | ----------------------- | ----------------- | ------ | --------- |
| 1   | 4  | Innes Ireland           | Lotus-Climax      | 1:15,6 | -         |
| 2   | 5  | Jim Clark               | Lotus-Climax      | 1:16,3 | + 0,7     |
| 3   | 8  | John Surtees            | Cooper-Climax     | 1:16,6 | + 1,0     |
| 4   | 1  | Jack Brabham            | Cooper-Climax     | 1:17,2 | + 1,6     |
| 5   | 9  | Roy Salvadori           | Cooper-Climax     | 1:17,5 | + 1,9     |
| 6   | 16 | Wolfgang Seidel         | Lotus-Climax      | 1:17,5 | + 1,9     |
| 7   | 6  | Tony Marsh              | BRM-Climax        | 1:17,6 | + 2,0     |
| 8   | 2  | Jo Bonnier              | Porsche           | 1:18,1 | + 2,5     |
| 9   | 18 | Ernesto Prinoth         | Lotus-Climax      | 1:18,4 | + 2,8     |
| 10  | 19 | Ian Burgess             | Cooper-Climax     | 1:18,5 | + 2,9     |
| 11  | 10 | Lorenzo Bandini         | Cooper-Maserati   | 1:19,6 | + 4,0     |
| 12  | 15 | Tim Parnell             | Lotus-Climax      | 1:20,5 | + 4,9     |
| 13  | 12 | Carel Godin de Beaufort | Porsche           | 1:20,9 | + 5,3     |
| 14  | 17 | Jo Schlesser            | Cooper-Climax     | 1:23,0 | + 7,4     |
| 15  | 11 | Renato Pirocchi         | Cooper-Maserati   | 1:23,0 | + 7,4     |
| 16  | 14 | André Pilette           | Emeryson-Maserati | 1:25,8 | + 10,2    |

### Dirka
| Poz | Št | Dirkač                          | Moštvo                     | Konstruktor       | Krogi | Čas/Odstop      | Št. m. |
| --- | -- | ------------------------------- | -------------------------- | ----------------- | ----- | --------------- | ------ |
| 1   | 4  | Innes Ireland                   | Team Lotus                 | Lotus-Climax      | 80    | 1.44:22,2       | 1      |
| 2   | 1  | Jack Brabham                    | Jack Brabham               | Cooper-Climax     | 79    | +1 krog         | 4      |
| 3   | 2  | Jo Bonnier                      | Porsche System Engineering | Porsche           | 79    | +1 krog         | 8      |
| 4   | 5  | Jim Clark                       | Team Lotus                 | Lotus-Climax      | 77    | +3 krogi        | 2      |
| 5   | 19 | Ian Burgess                     | Camoradi International     | Cooper-Climax     | 76    | +4 krogi        | 10     |
| 6   | 12 | Carel Godin de Beaufort         | Ecurie Maarsbergen         | Porsche           | 76    | +4 krogi        | 13     |
| 7   | 15 | Tim Parnell                     | Tim Parnell                | Lotus-Climax      | 74    | +6 krogov       | 12     |
| 8   | 17 | Jo Schlesser                    | Inter-Autocourse           | Cooper-Climax     | 73    | +7 krogov       | 14     |
| 9   | 14 | André Pilette                   | Equipe Nationale Belge     | Emeryson-Maserati | 72    | +8 krogov       | 16     |
| 10  | 8  | John Surtees                    | Yeoman Credit Racing Team  | Cooper-Climax     | 60    | +20 krogov      | 3      |
| 11  | 11 | Renato Pirocchi Lorenzo Bandini | Scuderia Centro Sud        | Cooper-Maserati   | 47    | +33 krogov      | 15     |
| Ods | 6  | Tony Marsh                      | Tony Marsh                 | BRM-Climax        | 50    | Motor           | 7      |
| Ods | 16 | Wolfgang Seidel                 | Scuderia Colonia           | Lotus-Climax      | 36    | Motor           | 6      |
| Ods | 9  | Roy Salvadori                   | Yeoman Credit Racing Team  | Cooper-Climax     | 10    | Trčenje         | 5      |
| Ods | 18 | Ernesto Prinoth                 | Scuderia Dolomiti          | Lotus-Climax      | 6     | style           | 9      |
| DNS | 10 | Lorenzo Bandini                 | Scuderia Centro Sud        | Cooper-Maserati   |       | Motor           | (11)   |
| WD  | 3  | ?                               | Porsche System Engineering | Porsche           |       |                 |        |
| WD  | 8  | Jackie Lewis                    | H & L Motors               | Cooper-Climax     |       |                 | -      |
| WD  | 20 | Alan Markelson                  | Alan Markelson             | Lister-Alfa Romeo |       | Brez dirkalnika | -      |